# 瀬尻稜
瀬尻 稜（せじり りょう、1996年12月11日 - ）は、日本のプロスケートボード選手。ベンヌ所属。
2015年に世界最高峰リーグ「Street League」へ日本人で初出場した。世界大会で5回優勝するなど、現在の日本のスケートボード業界に影響を与えたスケーターである。

## 人物
東京都出身で身長は177センチメートル (cm)。
5歳の頃に父親からスケートボードを与えられて競技を始める。自宅近くの武蔵野ストリートスポーツ広場で父親から指導を受けて練習を積み、小学1年生で初めて日本スケートボード協会 (AJSA) のアマチュアの大会に出場した。地方大会を経て、8歳のときに2005年AJSA全日本アマチュア選手権で優勝し、2006年にプロへ昇格した。
2008年に史上最年少の11歳で、AJSAプロクラスグランドチャンピオンとなる。同大会で16歳から3年連続してグランドチャンピオンとなる。
2008年AJSA優勝をきっかけに海外大会へ出場し、17歳の2013年にワールドカップで日本人で初めて優勝する（2戦連続優勝）。ムラサキスポーツ、レッドブル、オークリー、などがスポンサー提供する。
2016年にスケートボードがオリンピックの追加種目に決定するが、オリンピックに選手として出場する道を選択しなかった。
2021年東京オリンピックの放送で、NHK EテレとNHK総合でスケートボード部門の解説を務めた。真面目な口調で実況を担当したフジテレビアナウンサーの倉田大誠と、感情を込めて同年代男子の口調で解説する瀬尻の掛け合いが、話題を集めた。この解説で瀬尻が用いた語句から「ゴン攻め／ビッタビタ」が同年の新語・流行語大賞トップテンに選出された。
2024年、パリオリンピックのテレビ解説を務めた。

## 成績
以下、リンクより抜粋。
- 2006 AJSA JAPAN PRO TOUR シリーズチャンピオン（11歳、史上最年少）
- 2013 International Skateboard Contest Far N' High（フランス・パリ） 優勝
- 2013 World Cup Skateboarding 2013 Mystic Sk8 Cup（チェコ・プラハ） 優勝
- Jackalope Action Sports Festival（カナダ・モントリオール） 優勝
- 東京都教育委員会からの表彰。

## 出演

### 映画
- 小さき勇者たち〜ガメラ〜（2006年4月29日、角川ヘラルド映画/松竹）